# جوديث إيدلمان
جوديث إيدلمان (بالإنجليزية: Judith Edelman)‏ هي مهندسة معمارية أمريكية، ولدت في 23 سبتمبر 1923 في بروكلين في الولايات المتحدة، وتوفيت في 4 أكتوبر 2014.